# Coleroa
Coleroa is een geslacht van schimmels behorend tot de familie Venturiaceae. De typesoort is Coleroa chaetomium. De soorten van dit geslacht komen voor in Eurazië en Noord-Amerika.

## Soorten
Volgens Index Fungorum telt het geslacht 30 soorten (peildatum april 2024):
| Soortnaam                                     | Auteur(s)                   | Publicatiejaar |
| --------------------------------------------- | --------------------------- | -------------- |
| Coleroa alchemillae                           | (Grev.) G. Winter           | 1885           |
| Coleroa aliculariae                           | Gonz. Frag.                 | 1916           |
| Coleroa boukokoensis                          | Saccas                      | 1951           |
| Coleroa caulicola                             | (Rostr.) Sivan.             | 1977           |
| Coleroa chaetomium                            | (Kunze) Rabenh.             | 1850           |
| Coleroa circinans (Ooievaarsbekkraterbultje)  | (Fr.) G. Winter             | 1885           |
| Coleroa coffeicola                            | Saccas                      | 1953           |
| Coleroa concinna                              | (Petr.) M.E. Barr           | 1989           |
| Coleroa crepidis                              | Togashi & Katsuki           | 1952           |
| Coleroa daphnes                               | Balf.-Browne                | 1955           |
| Coleroa graminis                              | A.L. Guyot                  | 1946           |
| Coleroa hageniae                              | (Castell.) Eboh & Cain      | 1987           |
| Coleroa hepaticicola                          | Racov.                      | 1942           |
| Coleroa himalayensis                          | (C. Bachm.) Sivan.          | 1977           |
| Coleroa inconspicua                           | Bubák                       | 1915           |
| Coleroa lebeckiae                             | (Verwoerd & Dippen.) Arx    | 1962           |
| Coleroa maydicola                             | Saccas                      | 1951           |
| Coleroa papyricola                            | Saccas                      | 1953           |
| Coleroa plantaginis                           | (Ellis) M.E. Barr           | 1968           |
| Coleroa polylopha                             | (Syd.) E. Müll.             | 1962           |
| Coleroa pusiola                               | (P. Karst.) Sivan.          | 1975           |
| Coleroa rhododendri                           | (Tengwall) S?vul. & Eliade  | 1959           |
| Coleroa rhynchosiae                           | (Kalchbr. & Cooke) E. Müll. | 1962           |
| Coleroa robertiani (Robertskruidkraterbultje) | (Fr.) E. Müll.              | 1962           |
| Coleroa rubicola                              | (Ellis & Everh.) E. Müll.   | 1962           |
| Coleroa rubi-idaei                            | Höhn. ex Sacc.              | 1928           |
| Coleroa senniana                              | (Sacc.) Arx                 | 1962           |
| Coleroa spinarum                              | Höhn.                       | 1905           |
| Coleroa sporoboli                             | (H.C. Greene) M.E. Barr     | 1968           |
| Coleroa venturioides                          | Speschnew                   | 1904           |